# Aufbewahrungslösung

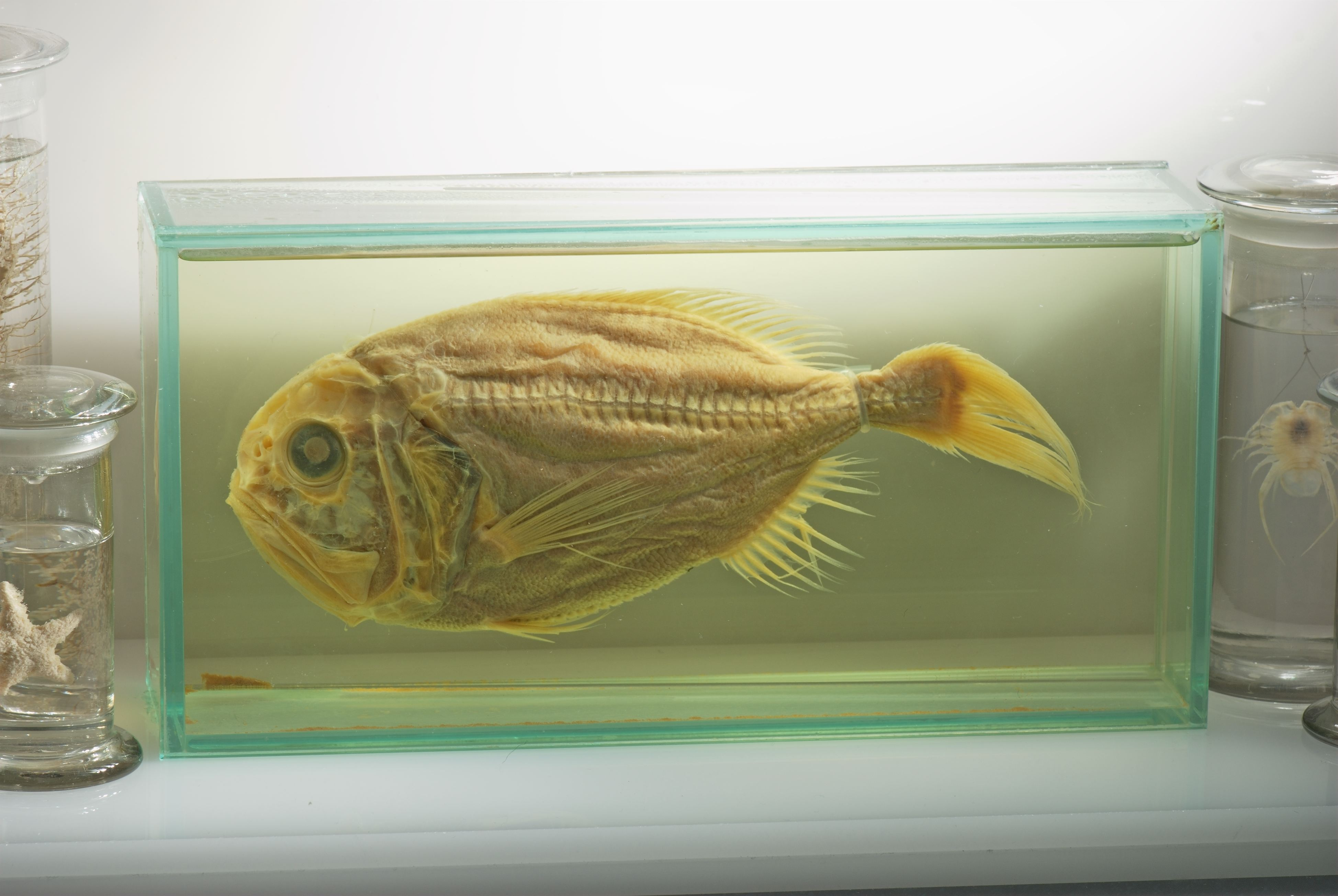
Präparat des Tiefseefisches Hoplostethus atlanticus im Melbourne Museum

Die Aufbewahrungslösung ist eine Lösung mit konservierenden Eigenschaften, die dazu dient, anatomische Präparate vor dem biologischen Zerfall, Zersetzung durch Mikroorganismen und vor Austrocknung zu schützen. Außerdem können bestimmte Zusätze, die Präparate wieder natürlich zu färben (farberhaltende Konservierung) und – zwecks Ausstellung in transparenten Präparatekästen – überhaupt erst zur Geltung zu bringen. Die meisten Aufbewahrungslösungen basieren auf Alkoholen oder Formalin. Farberhaltende Zusätze können beispielsweise Pökelsalze sein.